# کوپال بریداس‌دورپ
کوپال بریداس‌دورپ (نام علمی: Paranomus abrotanifolius) نام یک گونه از سرده کوپال‌ها است.